# Llista d'acadèmics de la Reial Acadèmia de Ciències Econòmiques i Financeres
La següent és una llista dels acadèmics numeraris de la Reial Acadèmia de Ciències Econòmiques i Financeres, agrupats per medalla, que és el sistema d'assignació de places en la referida Acadèmia.
| - Medalla nº 1 - José María Vicens Corominas - Juan Ignacio Bermejo Gironés - Rafael Termes i Carreró - José Daniel Barquero Cabrero - Medalla nº 2 - Jaime Torres Serra - Juan de Arteaga y Piet - Ramon Poch Torres - Medalla nº 3 - Santiago Marimón Aguilera - Alfonso Rodríguez Rodríguez - Medalla nº 4 - Alejandro Camino Castañé - José Cervera Bardera - José Barea Tejeiro - Vacant - Medalla nº 5 - Ricardo Compte Pedrals - Pedro Voltes Bou - Ana María Gil Lafuente - Medalla nº 6 - Leopoldo Corbella Esteller - Josep Joan Pintó i Ruiz - Medalla nº 7 - José Fernández Fernández - Isidre Fainé i Casas - Medalla nº 8 - Joaquín Moscardó García - Joan-Francesc Pont Clemente - Medalla nº 9 - Ignacio Soler de la Riva - Emilio Alfonso Hap Dubois - Isabel Estapé Tous - Medalla nº 10 - Ricardo Torres Sánchez - Mario Aguer Hortal - Medalla nº 11 - Federico Blanco Trias - Miguel Casals Colldecarrera - José Casajuana Gibert - César Alierta Izuel - Medalla nº 12 - Alfredo Cazabán Nager - Enrique Arderiu Gras - Medalla n.º 13 - Baldomero Cerdá Richart - Jaime Gil Aluja - Medalla nº 14 - José Costa Compte - Ángel de Montero y Láviz - José Manuel de la Torre y de Miguel - Medalla nº 15 - Joaquín Ducet Cabanach - Cristóbal Massó Escofet - José Lóbez Urquía - Luis Pérez Pardo - Francisco Javier Maqueda Lafuente - Medalla nº 16 - Jaime Fanés Casas - Joaquín Forn Costa - Antoni Castells Oliveres - Medalla nº 17 - Francisco Fornés Rubió - Laureano López Rodó - Aldo Olcese Santonja - Medalla nº 18 - Pedro Gual Villalbí - Andreu Ribera i Rovira - Josep M. Fons Boronat - Medalla nº 19 - Samuel Ruiz Mateo - José María Berini Giménez - Claudi Colomer i Marqués - Medalla nº 20 - Ricardo Salamero Brú - Llorenç Gascon i Fernández - Medalla nº 21 - Antonio Aunós Pérez - Fèlix Escalas i Chamení - Ramon Trias Fargas - Enrique Lecumberri Martí - Medalla nº 22 - Ramiro Delgado Álvarez - Antonio Verdú Santurde - Camilo Prado Freire | - Medalla nº 23 - Francesc de Paula Gambús i Rusca - Juan José Perulles Bassas - Ricard Fornesa i Ribó - Medalla nº 24 - Ricard Piqué Batlle - Carlos Ferrer Salat - Emilio Ybarra Churruca - Medalla nº 25 - Alberto de Cereceda Soto - Joan Hortalà i Arau - Medalla nº 26 - Mariano Ganduxer Relats - Francesc Granell i Trias - Medalla nº 27 - José Gardó Sanjuan - Magí Pont Mestres - Carles Casajuana i Palet - Medalla nº 28 - Pedro Lluch Capdevila - Joan Tàpia i Nieto - Medalla nº 29 - Juan Casas Taulet - Joan Sardà Dexeus - Enrique Martín Armario - Medalla nº 30 - Jaime Vicens Carrió - Mariano Capella San Agustín - Medalla nº 31 - Fernando Boter Mauri - Mario Pifarré Riera - Josep Maria Coronas Guinart - Medalla nº 32 - Javier Ribó Rius - Alexandre Pedrós i Abelló - Medalla nº 33 - Joaquim Buxó Dulce d'Abaigar - Josep Maria Puig i Salellas - José Antonio Redondo López - Medalla nº 34 - Antonio Goxens Duch - Alfredo Rocafort Nicolau - Medalla nº 35 - Luis Bañares Manso - Angel Vegas Pérez - Dídac Ramírez i Sarrió - Medalla nº 36 - Luis Prat Torrent - Salvador Millet i Bel - Antonio Argandoña Rámiz - Medalla nº 37 - Roberto García Cairó - Medalla nº 38 - Rafael Gay de Montellà - Miguel Fenech Navarro - Pedro Castellet Mimó - Manuel Castells Oliván - Medalla nº 39 - José María Sainz de Vicuña y García-Prieto - José M. Codony Val - Vicente Liern Carrión - Medalla nº 40 - Antonio Polo Díez - José Ángel Sánchez Asiaín - Medalla nº 41 - Fernando Casado Juan - Medalla nº 42 - José María Coronas Alonso - Jaime Lamo de Espinosa Michels de Champourcin - Medalla nº 43 - Antoni Pont i Amenós - Medalla nº 44 - Jorge Carreras Llansana - José María Gil-Robles y Gil-Delgado - Medalla nº 45 - Luis Usón Duch - Medalla nº 46 - Daniel Pagès Raventós - Manuel Pizarro Moreno - Medalla nº 47 - Josep Maria Bricall i Masip - Ricardo Díez Hochleitner - Medalla nº 48 - Carles A. Gasòliba i Böhm |